# Eumegacetes triangularis
Espèce
Synonymes
- Megacetes triangularis Looss, 1899 (protonyme)
- Eumegacetes emendatus Braun, 1901

Eumegacetes triangularis est une espèce de trématodes de la famille des Eumegacetidae, parasitant notamment l'Engoulevent d'Europe (Caprimulgus europaeus), le Martinet épineux (Hirundapus caudacutus) et le Guêpier d'Europe (Merops apiaster).